# Philipp Bargfrede
Philipp Bargfrede (Zeven, 3 marzo 1989) è un ex calciatore tedesco, di ruolo centrocampista.

## Biografia
Ha un fratello minore di nome Bent, anch'egli calciatore. Suo padre Hans-Jürgen è un allenatore di calcio ed ex calciatore, che ha vestito le maglie di Werder Brema, St. Pauli e Preußen Münster.

## Caratteristiche tecniche
Può essere schierato sia come mediano sia come interno di centrocampo. Nonostante la statura non molto elevata, è in possesso di una buona forza fisica e di un discreto tiro dalla distanza.

## Carriera
Dopo aver giocato per le giovanili dell'Heeslingen nell'estate del 2004 viene acquistato dal Werder Brema, dove compie tutta la trafila delle giovanili sino ad essere aggregato alla prima squadra per la stagione 2008-2009. Tuttavia debutta con la prima squadra solamente nella stagione 2009-2010, quando nel corso della partita contro l'Union Berlino, valida per il primo turno della Coppa di Germania 2009-2010, subentra dalla panchina al posto di Mesut Özil. Il debutto in Bundesliga avviene invece alla prima giornata, contro l'Eintracht Francoforte, quando nella ripresa subentra a Tim Borowski. Alla quarta giornata di campionato, contro l'Hertha Berlino, viene schierato per la prima volta titolare dal tecnico Thomas Schaaf, e da quel momento in poi, grazie alle sue buone prestazioni, diventa un pilastro del centrocampo dei biancoverdi che a fine anno centreranno il terzo posto in campionato. Nella stagione 2010-2011 continua ad essere titolare nella squadra, racimolando 28 presenze in Bundesliga e ricevendo ben 8 cartellini gialli. Nella stagione 2011-2012 colleziona solo 23 presenze, essendo stato fermato da un infortunio. Nella stagione 2012-2013 colleziona un numero ancora inferiore di presenze,13, soprattutto a causa di un infortunio che lo ha tenuto fermo per quasi tutta la stagione. Dopo aver saltato la prima parte della stagione 2013-2014 a causa di un altro infortunio, torna in campo per la partita contro l'Hoffenheim valida per la quattordicesima giornata di campionato, finita 4-4 e in cui segna proprio la rete del 4-4 definitivo. Chiude la stagione, sinora la migliore dal punto di vista realizzativo, con 20 presenze e 3 reti. Dopo aver accusato l'ennesimo infortunio, esordisce nella stagione 2014-2015 solo alla quattordicesima giornata, entrando dalla panchina nel corso della partita persa per 5-2 contro l'Eintracht Francoforte. Successivamente si riappropria del suo posto da titolare a discapito di Felix Kroos.

## Statistiche

### Presenze e reti nei club
Statistiche aggiornate al 10 settembre 2023.
| Stagione               | Squadra                | Campionato             | Campionato | Campionato | Coppe nazionali | Coppe nazionali | Coppe nazionali | Coppe continentali | Coppe continentali | Coppe continentali | Altre coppe | Altre coppe | Altre coppe | Totale | Totale |
| Stagione               | Squadra                | Comp                   | Pres       | Reti       | Comp            | Pres            | Reti            | Comp               | Pres               | Reti               | Comp        | Pres        | Reti        | Pres   | Reti   |
| ---------------------- | ---------------------- | ---------------------- | ---------- | ---------- | --------------- | --------------- | --------------- | ------------------ | ------------------ | ------------------ | ----------- | ----------- | ----------- | ------ | ------ |
| 2007-2008              | Werder Brema II        | RL                     | 4          | 0          | -               | -               | -               | -                  | -                  | -                  | -           | -           | -           | 4      | 0      |
| 2008-2009              | Werder Brema II        | 3L                     | 15         | 1          | -               | -               | -               | -                  | -                  | -                  | -           | -           | -           | 15     | 1      |
| 2009-2010              | Werder Brema           | BL                     | 23         | 0          | CG              | 5               | 0               | UEL                | 7                  | 0                  | -           | -           | -           | 35     | 0      |
| 2010-2011              | Werder Brema           | BL                     | 28         | 0          | CG              | 2               | 0               | UCL                | 8                  | 0                  | -           | -           | -           | 38     | 0      |
| 2011-2012              | Werder Brema           | BL                     | 23         | 0          | CG              | 1               | 0               | -                  | -                  | -                  | -           | -           | -           | 24     | 0      |
| 2012-2013              | Werder Brema           | BL                     | 13         | 0          | CG              | 1               | 0               | -                  | -                  | -                  | -           | -           | -           | 14     | 0      |
| 2013-2014              | Werder Brema           | BL                     | 20         | 3          | CG              | 0               | 0               | -                  | -                  | -                  | -           | -           | -           | 20     | 3      |
| 2014-2015              | Werder Brema           | BL                     | 16         | 1          | CG              | 0               | 0               | -                  | -                  | -                  | -           | -           | -           | 16     | 1      |
| 2015-2016              | Werder Brema           | BL                     | 14         | 0          | CG              | 3               | 0               | -                  | -                  | -                  | -           | -           | -           | 17     | 0      |
| 2016-2017              | Werder Brema           | BL                     | 11         | 1          | CG              | 0               | 0               | -                  | -                  | -                  | -           | -           | -           | 11     | 1      |
| 2017-2018              | Werder Brema           | BL                     | 27         | 1          | CG              | 3               | 1               | -                  | -                  | -                  | -           | -           | -           | 30     | 2      |
| 2018-2019              | Werder Brema           | BL                     | 15         | 0          | CG              | 2               | 1               | -                  | -                  | -                  | -           | -           | -           | 17     | 1      |
| 2019-2020              | Werder Brema           | BL                     | 15+1       | 0          | CG              | 1               | 0               | -                  | -                  | -                  | -           | -           | -           | 17     | 0      |
| 2020-2021              | Werder Brema           | BL                     | 1          | 0          | CG              | 1               | 0               | -                  | -                  | -                  | -           | -           | -           | 2      | 0      |
| Totale Werder Brema    | Totale Werder Brema    | Totale Werder Brema    | 207        | 6          |                 | 19              | 2               |                    | 15                 | 0                  |             | -           | -           | 241    | 8      |
| 2021-2022              | Werder Brema II        | RL                     | 16+2       | 1+0        | -               | -               | -               | -                  | -                  | -                  | -           | -           | -           | 18     | 1      |
| 2022-2023              | Werder Brema II        | RL                     | 27         | 6          | -               | -               | -               | -                  | -                  | -                  | -           | -           | -           | 27     | 6      |
| Totale Werder Brema II | Totale Werder Brema II | Totale Werder Brema II | 64         | 8          |                 | -               | -               |                    | -                  | -                  |             | -           | -           | 64     | 8      |
| Totale carriera        | Totale carriera        | Totale carriera        | 271        | 14         |                 | 19              | 2               |                    | 15                 | 0                  |             | -           | -           | 305    | 16     |